# Herbert Trautmann

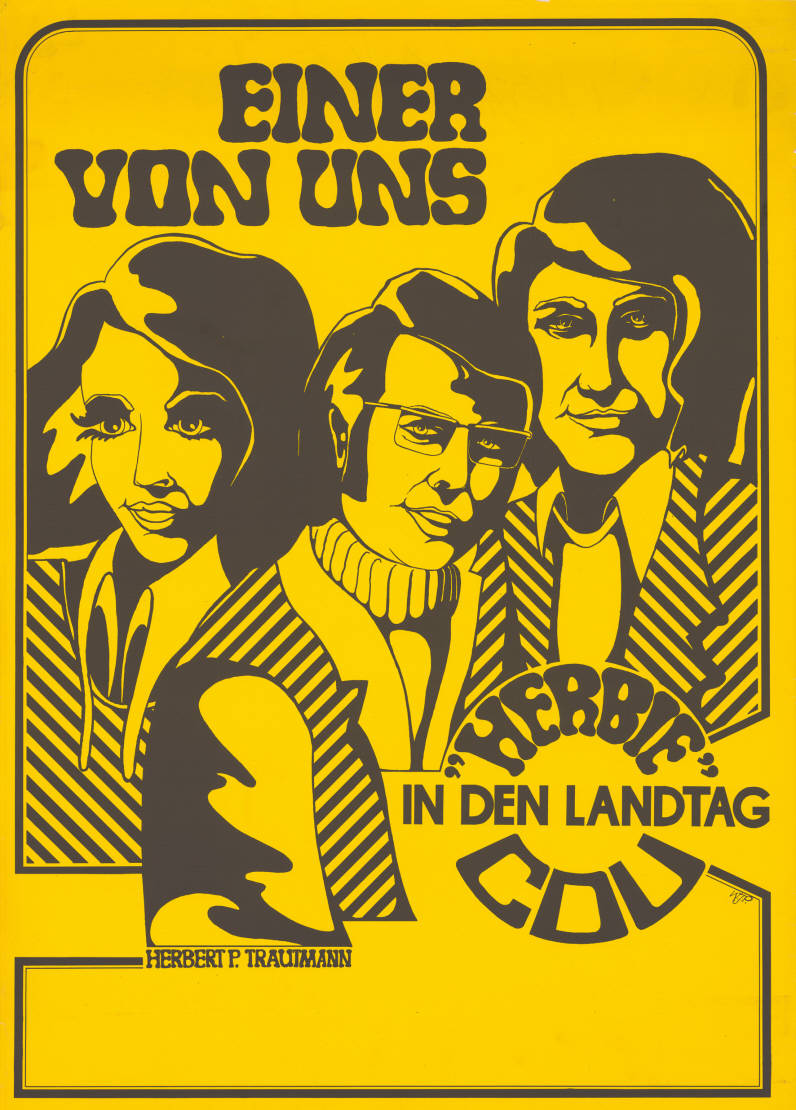
Herbert Trautmann (Mitte)

Herbert Trautmann (* 29. November 1948 in Ludwigshafen; † 10. Juni 2006 in Bad Dürkheim) war ein deutscher Politiker (CDU).

## Leben und Beruf
Dem Besuch der Volksschule von 1955 bis 1963 Bad Dürkheim schloss sich bis 1966 eine Lehre als Bauzeichner und die Berufsschule an. Nach der Gesellenprüfung 1966 folgte bis 1967 die Berufsaufbauschule in Kaiserslautern, die er mit dem Abschluss der Fachschulreife abschloss. Von 1967 bis 1971 studierte er an der staatlichen Ingenieurschule Kaiserslautern und erwarb den Abschluss als Ingenieur (grad.) Hochbau. Seit 1971 war er als Ingenieur in einem Architekturbüro in Bad Dürkheim tätig.

## Partei
Trautmann wurde 1966 Mitglied der CDU. Er war von 1966 bis 1970 Vorsitzender der JU in Bad Dürkheim und Mitglied des JU-Kreisvorstands. Darüber hinaus war er als Mitglied des Bezirksvorstands, stellvertretender Vorsitzender des Bezirksverbands der JU Rheinhessen-Pfalz und im Landesvorstands der JU aktiv. In der CDU war er Vorstandsmitglied im Orts- und Kreisverband. 

## Öffentliche Ämter

### Landtag Rheinland-Pfalz
Trautmann wurde bei der Landtagswahl 1971 in den Rheinland-Pfälzischen Landtag gewählt und gehörte diesem für zwei Wahlperioden vom 18. Mai 1971 bis 17. Mai 1979 an. In der 7. Wahlperiode war er Schriftführender Abgeordneter und Mitglied im Kulturpolitischen Ausschuss, im Petitionsausschuss und im Unterausschuss „Verbesserung der beruflichen Bildung“. In der 8. Wahlperiode blieb er im Petitionsausschuss und wechselte darüber hinaus in den Ausschuss für Landwirtschaft, Weinbau und Umwelt und den Ausschuss für Wirtschaft und Verkehr. 
Er war 1979 Mitglied der 7. Bundesversammlung.

### Kommunale Funktionen
Er war Mitglied im Stadtrat von Bad Dürkheim.

## Sonstiges Engagement
Trautmann war Mitglied im Kuratorium der Landeszentrale für politische Bildung und Mitglied des Landesjugendwohlfahrtsausschusses.